# Mărășeni, Vaslui
Mărășeni este un sat în comuna Ștefan cel Mare din județul Vaslui, Moldova, România.
Satul Mărășeni este sat component al comunei Ștefan cel Mare din județul Vaslui. Acest sat se află la 8 km nord de municipiul Vaslui și la 4 km sud de reședința comunei. Ca și celelalte sate ale comunei, satul Mărășeni este așezat în zona Podișului Central Moldovenesc aflându-se la 600 m est de râul Bârlad.

## Istoric
Prima atestare documentară a satului datează de la 15 octombrie 1491, atunci când domnitorul Moldovei Ștefan cel Mare face mai multe cumpărături în jurul orașului Vaslui, printre care și "...un sat pre Bârlad, din sus de Vaslui, anume Mărișeanii unde au fost Mareș-judele" pe care l-a cumpărat cu "200 de zloți tătărăști". Pe 4 aprilie 1617, satul era nelocuit fapt atestat cu ocazia daniei făcute de domnitorul Radu Mihnea Marelui Armaș Pârvan. Satul va rămâne numai ca toponim până la sfârșitul secolului al XVIII-lea când va fi repopulat (parțial) cu ucraineni (ruteni) aduși de proprietara moșiei (Mănăstirea Sf. Sava din Iași) din nordul Bucovinei ocupat de austrieci în urma păcii de la Küçük Kaynargı din 1774.Din punct de vedere administrativ, satul a făcut parte de-a lungul timpului din mai multe comune și anume: Brodoc, Rediu, Bălteni, Zăpodeni și Cănțălărești. Din 1931 până-n prezent face parte din com. Ștefan cel Mare. Din 1925 și până în 1929 a format o comună separată.

## Relief și climă
Satul Mărășeni este așezat pe partea dreaptă a DN 15D, Vaslui-Roman pe o suprafață de 800 ha.incluzând și pământurile oamenilor. Până la începutul secolului XX, în preajma satului era și o pădure(a Statului) de 102 ha. Satul este străbătut de două pârâuri, Mărășeni și Fundoaia, care seacă în anii secetoși. La nord curge pârâul Telejna iar la sud pârâul Ulmului. Clima este cea predominantă în această zonă și anume temperată cu extreme caniculare vara și geroase iarna. Din punct de vedere geo-structural, teritoriul satului este inclus în partea sudică a Platformei Moldovenești, ce reprezintă o parte a Platformei est-europene cunoscută sub numele de Platforma Moldo-Podolică, având la etajul inferior depozite precambriene și la cel superior sedimente de vârstă postproterozoică ce cuprinde depozite paleozoice, mezozoice și neozoice, dispuse orizontal.

## Populația
La ultimul recensământ (2002) satul Mărășeni avea 354 de gosodării cu 849 de suflete. La sfârșitul sec.al-XIX-lea, satul era format din 62 de familii cu 286 de suflete. Industrializarea masivă din anii '60 ai sec.XX a dus la migrarea aproape în masă a tineretului la oraș.În zilele noastre puțini s-au întors la baștină. Locuitorii de aici se ocupă în mod tradițional cu agricultura și creșterea animalelor. Câțiva cetățeni dețin tractoare și mașini agricole cu care execută servicii de specialitate.

## Aspectul satului
Încă de la reînființare, satul nu a fost sistematizat dar în ultimii 3 ani toate ulițele au fost pietruite și îmbrăcate cu balast stabilizat prin efortul primăriei Ștefan cel Mare și cu ajutorul CJ Vaslui. Casele vechi au dispărut apărând altele noi, multe cu zidărie din cărămidă. Electrificarea satului s-a realizat în perioada 1960-1963 cu contribuția bănească majoritară a locuitorilor.

## Istoric
Prima școală s-a înființat în anul 1900 prin strădania regretatului preot Constantin I. Manoilescu(1877-1952) cel care a păstorit în această parohie timp de 48 de ani(1899-1947). De la el au rămas prețioase materiale documentare. Încă din primul an, școala a avut 64 de elevi înscriși din care 23 din satul vecin, Ștefan cel Mare, aflat la 4 km.Nord de Mărășeni. Trebuie menționat faptul că în anul 1875 satul Mărășeni a fost vizitat de revizorul școlar de atunci, Mihai Eminescu, cu scopul declarat de înființare a cât mai multor școli rurale în județul Vaslui dar, demersul său a rămas fără rezultat.Prima școală în local propriu a început să funcționeze din anul 1929.Acum există și o școală nouă cu clasele I-IV construită după anul 2000 cu fonduri externe. Prima biserică din Mărășeni a fost ctitorită de către Simeon Moroșanu și soția sa Efrosina și a fost construită din lemn. Sfințirea s-a făcut la data de 4 mai 1832. Odată cu ruinarea acestei biserici, s-a ivit necesitatea construirii alteia. Cel care a luat această inițiativă a fost pr.Manoilescu așa că pe 2 decembrie 1918 s-a sfințit noua biserică ce are hramul "Sf.Mare Mucenic Dimitrie,Izvorâtorul de Mir".

## Cultură
În sat există cămin cultural și bibliotecă. Cu mulți ani în urmă, formația de dansuri din Mărășeni era renumită pentru prestațiile sale dar astăzi nu mai există decât în amintirile celor mai vârstnici, pe atunci tineri entuziaști.Cinematograful nu mai funcționează încă din anii '90 ai sec.XX dar, tinerii care au mai rămas mai păstrează tradițiile de Crăciun și Anul Nou.